# Rafael Narbona Monteagudo
Rafael Narbona Monteagudo (Madrid, 20  de octubre  de 1963) es un escritor, crítico literario y profesor de filosofía español. 

## Biografía
Hijo del también escritor Rafael Narbona Fernández de Cueto,  Rafael se licenció en Filosofía y Ciencias de la Educación por la Universidad Complutense de Madrid. Ingresó en el Cuerpo de Profesores de Enseñanza Secundaria y ha ejercido la docencia como profesor de Filosofía en varios institutos de la Comunidad de Madrid.
Desde 2000 colabora habitualmente con El Cultural y Revista de Libros. Además ha publicado en Quimera, Cuadernos Hispanoamericanos, Claves de Razón Práctica, Turia, Nueva Revista, Alfa y Omega, Vida Nueva y otras publicaciones.
En 2014 publicó su primer libro, Miedo de ser dos, un ensayo autobiográfico que ha sido seguido por otros títulos. Con Maestros de la felicidad (2024) Rafael Narbona regresa a la autobiografía, explicando cómo superó la depresión y desarrollando en paralelo la historia de la filosofía desde el optimismo y la esperanza. 
Su género más prolífico es el ensayo. También ha practicado la narrativa en sus libros El sueño de Ares (2015) y Retrato del reportero adolescente (2021).

## Obras
- Miedo de ser dos. Ensayo autobiográfico. Minobitia, 2014, 2022
- El sueño de Ares. Colección de relatos. Minobitia, 2015[5]
- Peregrinos del absoluto. Ensayo. Taugenit, 2020 [6]
- El coleccionista de asombros. Ensayo. Negra ediciones, 2021
- Retrato del reportero adolescente. Un paseo por el siglo XX. Ensayo novelado. PPC, 2021
- Ira. Ensayo. PPC, 2022
- Maestros de la felicidad. De Sócrates a Viktor Frankl, un viaje único por la historia de la filosofía. Roca, 2024 [7][8]
- Elogio del amor. De Platón a El Principito, una mirada única a la importancia de los afectos, los vínculos y los cuidados. Roca, 2025 [9]